# 2-й Митинский переулок
Второй Ми́тинский переу́лок — улица в Северо-Западном административном округе Москвы, в районе Митино между Митинской улицей и Пятницким шоссе.

## Происхождение названия
Назван в 1986 году по деревне Митино.

## Описание
2-й Митинский переулок начинается от Митинской улицы, проходит на север и выходит на дублёр Пятницкого шоссе (между домами № 21 и № 23). По переулку нет сквозного движения.